# Брезик (Нова Буковица)
Брезик је насељено место у саставу општине Нова Буковица у Вировитичко-подравској жупанији, Република Хрватска.

## Историја
До територијалне реорганизације у Хрватској налазио се у саставу старе општине Подравска Слатина.

## Становништво
На попису становништва 2011. године, Брезик је имао 158 становника.

## Попис 1991.
На попису становништва 1991. године, насељено место Брезик је имало 216 становника, следећег националног састава:
| Попис 1991.‍ | Попис 1991.‍ | Попис 1991.‍ | Попис 1991.‍ | Попис 1991.‍ |
| ----------- | ----------- | ----------- | ----------- | ----------- |
|             |             |             |             |             |
| Хрвати      | Хрвати      |             | 160         | 74,07%      |
| Срби        | Срби        |             | 48          | 22,22%      |
| Југословени | Југословени |             | 7           | 3,24%       |
| непознато   | непознато   |             | 1           | 0,46%       |
| укупно: 216 |             |             |             |             |